# SideKick
SideKick foi um Personal Information Manager (PIM), um software desenvolvido sob a liderança de Philippe Kahn, pela Borland. Foi notável por ser um programa Terminate and Stay Resident (TSR), carregado em memória e depois retornando ao prompt do DOS, permitindo ao utilizador carregar outro programa, ativando o SideKick através de uma combinação de teclas (por default: Ctrl-Alt). Isso permitia troca de tarefas no DOS, um sistema operativo single-task. Em finais de 1986, SideKick venceu o prémio PC World Class PC na categoria Desktop Management.
Tinha um calendário, um editor de texto (com uma interface similar ao WordStar), uma calculadora, um tabela ASCII e um livro de endereços/telefones. Segundo a Borland, SideKick vendeu mais de 1 milhão de cópias nos seus primeiros três anos.